# Secolo cinese

In verde la Repubblica popolare cinese

Secolo cinese  (中国世纪T, 中國世紀S, Zhōngguó shìjìP, in inglese Chinese Century) è un termine che suggerisce che il XXI secolo potrebbe essere dominato geoeconomicamente e geopoliticamente dalla Repubblica popolare cinese, così come il XX secolo è stato definito Secolo americano. In particolare il termine viene usato in previsione che l'economia cinese sorpasserà l'economia degli Stati Uniti d'America e sarà la più grande a livello mondiale.

## Fattori e dibattito

Confronto PIL Stati Uniti - China (in 1000 miliardi di dollari, 1960–2019)

Confronto PIL pro capite Stati Uniti - China (1960-2019)

Si stima che l'economia cinese fosse la più grande a livello mondiale nei secoli XVI, XVII e all'inizio del XIX.
Secondo Joseph Stiglitz il "Secolo cinese" è iniziato nel 2014; per l'Economist «il secolo cinese è in pieno svolgimento», riferendosi al Prodotto interno lordo (PIL) cinese a partire dal 2013, se calcolato a parità di potere d'acquisto (PPA).
Nel 2013 il Governo cinese ha presentato il progetto Nuova via della seta (Belt and Road Initiative) che prevede investimenti per 1 000 miliardi di dollari, che secondo gli analisti è stata una spinta geostrategica per assumere un ruolo più ampio nell'economia globale.
È stato anche sostenuto che la Cina è stata co-fondatrice della Banca Asiatica d'Investimento per le Infrastrutture (AIIB) e della Nuova Banca di Sviluppo (NDB) in competizione con la Banca Mondiale e con il Fondo Monetario Internazionale nei finanziamenti per lo sviluppo.
Nel 2015, la Cina ha lanciato il piano strategico Made in China 2025 per sviluppare il settore manifatturiero, con l'obiettivo di migliorare le capacità produttive delle industrie cinesi e passare da fabbriche ad alta intensità di manodopera a stabilimenti ad elevata capacità tecnologica.
Nel novembre del 2020, la Cina ha firmato il Partenariato Economico Globale Regionale (RCEP), un trattato di libero scambio, in contrapposizione al Partenariato Trans-Pacifico (TPP). Alcuni commentatori hanno considerato l'accordo una «grande vittoria» per la Cina, ma è stato dimostrato che, senza la partecipazione dell'India, aggiungerebbe solo lo 0,08% al PIL cinese del 2030.
Ryan Hass, esperto in politica estera per Brookings Institution, 
ha affermato che gran parte della narrazione della Cina «inesorabilmente in aumento e sul punto di sorpassare gli Stati Uniti in declino» è stata promossa dai mezzi di comunicazione collegati allo stato cinese, aggiungendo: «I sistemi autoritari eccellono nel mostrare i loro punti di forza e nascondere le loro debolezze».
Il professor Matthew Kroenig, dell'Università di Georgetown, afferma che «i piani spesso citati come prova della visione lungimirante della Cina, Nuova via della seta e Made in China 2025, sono stati annunciati da Xi Jinping solo nel 2013 e nel 2015, rispettivamente. Entrambi sono troppo recenti per essere celebrati come brillanti esempi di successo, di pianificazione strategica a lungo termine.»
Secondo Barry Naughton, esperto di relazioni internazionali cinesi presso l'Università della California a San Diego, il reddito medio in Cina nel 2019 è stato di 42 359 ¥ per le famiglie urbane e 16 021 ¥ per le famiglie rurali. Al tasso di conversione della parità del potere d'acquisto (PPA), il reddito urbano medio era di poco superiore a 10 000 dollari e il reddito rurale medio era di poco inferiore a 4 000 dollari. Naughton si è chiesto se sia ragionevole che un paese di recente industrializzazione come la Cina stia prendendo «una parte così sproporzionata della spesa a maggior rischio legata all'introduzione di nuove tecnologie», commentando che, sebbene non abbia senso da una prospettiva puramente economica, i responsabili politici cinesi hanno «altre considerazioni» quando realizzano la loro politica industriale come il Made in China 2025.
A seconda delle diverse ipotesi di scenari, è stato stimato che la Cina o avrebbe sorpassato gli Stati Uniti per diventare la più grande economia mondiale negli anni 2030 o non sarà mai in grado di farlo.

### Relazioni internazionali
Nel 2011, Michael Beckley, ricercatore presso la Harvard Kennedy School, ha pubblicato il saggio China's Century? Why America's Edge Will Endure, che rifiuta il concetto che gli Stati Uniti siano in declino rispetto alla Cina o che l'onere egemonico che grava sull'"orso" statunitense per sostenere un sistema globalizzato contribuisca al suo declino. Beckley sostiene che il potere degli Stati Uniti è duraturo e che le principali ragioni sono unipolarismo e globalizzazione; sostenendo che «Gli Stati Uniti traggono vantaggi competitivi dalla loro posizione dominante e la globalizzazione consente loro di sfruttare questi vantaggi, attirando l'attività economica e manipolando il sistema internazionale a proprio vantaggio.» Beckley crede che se gli Stati Uniti fossero nella fase terminale del declino, adotterebbero politiche economiche neomercantili e si svincolerebbero dagli impegni militari in Asia. «Se invece gli Stati Uniti non fossero in declino, e se la globalizzazione e l'egemonia ne fossero le principali ragioni, allora gli Stati Uniti dovrebbero fare il contrario: dovrebbero contenere la crescita della Cina mantenendo una politica economica internazionale liberale e dovrebbero sottomettere le ambizioni della Cina sostenendo una solida presenza politica e militare in Asia.» Beckley ritiene che gli Stati Uniti traggano vantaggio dall'essere egemoni: gli Stati Uniti non hanno ribaltato l'ordine internazionale a proprio vantaggio nel 1990, ma piuttosto è stato l'ordine esistente a crollare.
Tra gli studiosi che sono scettici sulla capacità degli Stati Uniti di mantenere una posizione di leadership, Robert Pape che ha stimato che «uno dei più grandi declini nella storia moderna» deriva dalla «diffusione della tecnologia nel resto del mondo».
Allo stesso modo, Fareed Zakaria scrive: «L'ordine unipolare degli ultimi due decenni sta svanendo non a causa dell'Iraq, ma a causa della maggiore diffusione del potere nel mondo».
Paul Kipchumba prevede una nuova guerra fredda letale tra Stati Uniti e Cina nel XXI secolo e, se questa guerra fredda non si verificasse, ritiene che la Cina sostituirà gli Stati Uniti in tutti gli aspetti dell'egemonia globale.
La professoressa Rosemary Foot scrive che l'ascesa della Cina ha portato ad alcune rinegoziazioni dell'egemonia statunitense nella regione Asia-Pacifico, ma l'incoerenza tra le ambizioni dichiarate della Cina e le sue azioni ha spinto varie forme di resistenza che lasciano l'egemonia statunitense solo parzialmente contestata.
Contemporaneamente, Raja Mohan osserva che «molti vicini della Cina si stanno costantemente spostando verso la neutralità tra Pechino e Washington o semplicemente verso l'accettazione di essere dominati dal loro gigantesco vicino», ma osservando anche che Australia, India e Giappone hanno prontamente sfidato Pechino.
Richard Heyderian osserva che «il vantaggio dell'America sulla Cina è la sua rete ampia e sorprendentemente durevole di alleanze regionali, in particolare con le potenze medie Giappone, Australia e, sempre più, l'India, che condividono preoccupazioni comuni, anche se non identiche, sulla crescente assertività della Cina».
Nel mezzo delle preoccupazioni globali che l'influenza economica della Cina includesse una leva politica, il presidente cinese Xi Jinping ha dichiarato: «Non importa quanto si svilupperà la Cina, non cercherà mai l'egemonia».
In diversi vertici internazionali, uno dei quali è il Forum economico mondiale (World Economic Forum) del gennaio 2021, tenuto in streaming, Xi Jinping ha dichiarato di preferire il multilateralismo e la cooperazione internazionale.
Tuttavia, il politologo Stephen Walt contesta il messaggio pubblico con l'intimidazione della Cina nei confronti dei paesi vicini, suggerisce che gli Stati Uniti «dovrebbero accettare Xi per la sua dichiarata preferenza per l'impegno multilaterale e utilizzare la gamma molto più ampia di alleati e partner dell'America per perseguire risultati favorevoli all'interno di vari forum multilaterali»; pur incoraggiando la possibilità di una cooperazione reciprocamente vantaggiosa, sostiene che «la concorrenza tra le due maggiori potenze è in larga misura collegata alla struttura emergente del sistema internazionale».
L'ex primo ministro di Singapore Lee Kuan Yew aveva sostenuto che inizialmente la Cina «vorrà condividere questo secolo alla pari con gli Stati Uniti», ma alla fine avrà «l'intenzione di essere la più grande potenza del mondo».
Lei Yu e Sophia Sui sostengono che il partenariato strategico tra Russia e Cina «mostra l'intenzione strategica della Cina di rafforzare il suo hard power al fine di innalzare il suo status a livello sistemico globale».
Nel 2018, Xiangming Chen ha scritto che la Cina stava potenzialmente creando un Nuovo grande gioco, spostato sulla concorrenza geoeconomica rispetto al Grande gioco originale: che la Cina svolgerebbe il ruolo dell'Impero britannico e la Russia il ruolo dell'Impero russo del XIX secolo come «giocatori di potere dominanti contro gli stati indipendenti più deboli dell'Asia centrale»; che alla fine la Nuova via della seta potrebbe trasformare il «nesso Cina-Asia centrale in un rapporto vassallo caratterizzato da investimenti transfrontalieri della Cina per la sicurezza delle frontiere e la stabilità politica».

Popolazione cinese in età lavorativa (1990-2050)

### Invecchiamento rapido e sfide demografiche
L'emergere della Cina come potenza economica globale è legato alla sua numerosa popolazione attiva, ma la popolazione cinese sta invecchiando più velocemente di ogni altro paese nella storia. Nel 2050, la percentuale di cinesi in età pensionabile sarà il 39% della popolazione totale. La Cina sta invecchiando più rapidamente rispetto agli altri paesi.
Le attuali tendenze demografiche potrebbero ostacolare la crescita economica, creare complicati problemi sociali e limitare le capacità della Cina di agire come nuova egemonia globale.
Brendan O'Reilly, collaboratore di Geopolitical Intelligence Services, ha scritto: «Per la Cina è molto reale un oscuro scenario di declino demografico che innesca una spirale negativa di crisi economica, instabilità politica, emigrazione e ulteriore diminuzione della fertilità».
Nicholas Eberstadt, economista e demografo collaboratore dell'American Enterprise Institute, ha affermato che le attuali tendenze demografiche travolgeranno l'economia e la geopolitica della Cina, rendendo la sua ascesa molto più incerta: «L'era eroica della crescita economica è finita».
Ryan Hass ha affermato che «la popolazione in età lavorativa della Cina si sta già riducendo; entro il 2050, la Cina passerà dagli attuali otto lavoratori per pensionato a due lavoratori per pensionato. Inoltre, ha già spremuto la maggior parte dei grandi guadagni di produttività che derivano da una popolazione che diventa più istruita e urbana e adotta tecnologie per rendere più efficiente la produzione».
Secondo l'economista Scott Rozelle e la ricercatrice Natalie Hell, «La Cina assomiglia molto di più al Messico o alla Turchia che a Taiwan o alla Corea del Sud degli anni '80. Nessun paese è mai arrivato allo status di alto reddito con tassi di istruzione superiore minori del 50%. La Cina, con un tasso di istruzione superiore del 30% potrebbe trovarsi in guai seri»; segnalano che la Cina rischia di cadere nella "trappola del reddito medio" a causa della disuguaglianza città-campagna nell'istruzione e nella disoccupazione strutturale.
Gli economisti Martin Chorzempa e Tianlei Huang dell'Istituto Peterson per l'Economia Internazionale concordano con questa valutazione, aggiungendo che «la Cina ha trascurato lo sviluppo rurale per troppo tempo» e che deve investire nelle risorse educative e sanitarie delle sue comunità rurali per risolvere una crisi del capitale umano in corso.
L'Ufficio Nazionale di Statistica di Pechino ha segnalato che, per la prima volta dal 1960, la popolazione cinese nel 2022 è calata di 850 000 unità, come conseguenza della politica del figlio unico, in vigore dal 1980 al 2016.

### Crescita economica e debito
La Repubblica popolare cinese è stata l'unica tra le maggiori economie mondiali a crescere nel 2020, il primo anno della pandemia di COVID-19.
Nel 2020, il PIL cinese è cresciuto del 2,3%, mentre il PIL statunitense e dell'eurozona si sono ridotti rispettivamente del 3,5% e del 6,6%. Nel 2020, la quota della Cina sul PIL globale è salita al 16,8% (era il 14,2% nel 2016), mentre l'economia statunitense ha rappresentato il 22,2% del PIL globale.
Il rapporto dell'aprile del 2021 del Fondo monetario internazionale sulle prospettive economiche globali, prevede che per il 2024 l'economia cinese dovrebbe crescere meno di quanto previsto in precedenza, mentre l'economia statunitense dovrebbe crescere di più.
La prevalenza economica degli Stati Uniti dovrebbe continuare per alcuni trimestri, per la prima volta dal 1990.
L'aumento dei prestiti della Cina è stato principalmente guidato dal suo desiderio di aumentare la crescita economica il più rapidamente possibile. Il rendimento dei funzionari delle amministrazioni locali è stato per decenni valutato quasi interamente in base alla loro capacità di produrre crescita economica. Amanda Lee riferisce: «poiché la crescita della Cina è rallentata, crescono le preoccupazioni che molti di questi debiti siano a rischio di insolvenza, il che potrebbe innescare una crisi sistemica nel sistema finanziario statale cinese».
Diana Choyleva, di Enodo Economics, prevede che il rapporto debito/PIL della Cina supererà presto quello del Giappone al culmine della sua crisi: «Per provare che Pechino si rende conto che sta annegando nel debito e ha bisogno di un salvagente, non guardate oltre le azioni del governo. Sta finalmente iniettando un certo grado di disciplina dei prezzi nel mercato delle obbligazioni societarie e sta incoraggiando attivamente gli investitori stranieri a finanziare la riduzione di un enorme mole di crediti inesigibili».
Il rapporto debito/PIL della Cina è cresciuto dal 178% nel primo trimestre 2010 al 275% nel primo trimestre 2020 e si è avvicinato al 335% nel secondo e terzo trimestre 2020. Ryan Hass ha affermato: «La Cina sta esaurendo i posti produttivi in cui investire nelle infrastrutture e l'aumento dei livelli di debito complicherà ulteriormente il suo percorso di crescita».
Il governo cinese rivede regolarmente i dati sul PIL, spesso verso la fine dell'anno. Poiché i governi locali devono far fronte a pressioni politiche per raggiungere gli obiettivi di crescita prefissati, molti analisti dubitano dell'accuratezza delle statistiche.
Secondo Chang-Tai Hsieh, economista presso la Booth School of Business di Chicago e ricercatore associato presso il National Bureau of Economic Research, Michael Zheng Song, professore di economia presso l'Università cinese di Hong Kong, e altri autori, la crescita economica della Cina potrebbe essere stata sopravvalutata dell'1,7% in ogni anno tra il 2008 e il 2016, il che significa che il governo cinese potrebbe aver sopravvalutato le dimensioni della propria economia del 12-16% nel 2016.
Secondo Edward Luttwak, la Cina non sarà gravata da enormi problemi economici o demografici, ma fallirà strategicamente perché «l'imperatore prende tutte le decisioni e non ha nessuno che lo corregga», e ha affermato che geopoliticamente, la Cina nel 2020 ha guadagnato un anno sugli altri paesi, utilizzando le misure di un governo totalitario, ma questo ha portato in primo piano la "minaccia cinese", spingendo altri governi a rispondere.
Il sociologo Ho-Fung Hung ha affermato che, sebbene l'ampio prestito cinese durante la pandemia di COVID-19 abbia consentito un rapido rimbalzo dopo le prime misure di confinamento, ha contribuito al già profondo indebitamento di molte società cinesi, rallentando l'economia entro il 2021 e deprimendo i risultati a lungo termine. 
Hung ha anche sottolineato che nel 2008, sebbene fosse stato affermato principalmente dalla propaganda che lo yuan cinese potesse superare il dollaro statunitense come valuta di riserva, dopo un decennio lo yuan si è bloccato ed è diminuito nell'uso internazionale, classificandosi al di sotto della sterlina britannica, per non parlare del dollaro.
Il 2021 è stato anche caratterizzato dalla crisi immobiliare cinese con al centro l'Evergrande Group, con oltre 300 miliardi di dollari di passività.
Nell'estate del 2021, sulla scia delle nuove normative cinesi sui limiti di debito delle società immobiliari, Evergrande ha tentato di vendere delle attività per generare liquidità, ma senza successo; successivamente non ha rimborsato le cedole in scadenza ed è stata declassata dalle agenzie di rating internazionali. In dicembre l'agenzia Fitch Ratings ha classificato la società in "restricted default".
Nel 2022 il PIL cinese è cresciuto "solo" del 3%, contro il 5,5% previsto, il più basso dal 1976, a causa della politica di "tolleranza zero" al Covid, della crisi del settore immobiliare e del calo della domanda globale.